# Tommy Caldwell

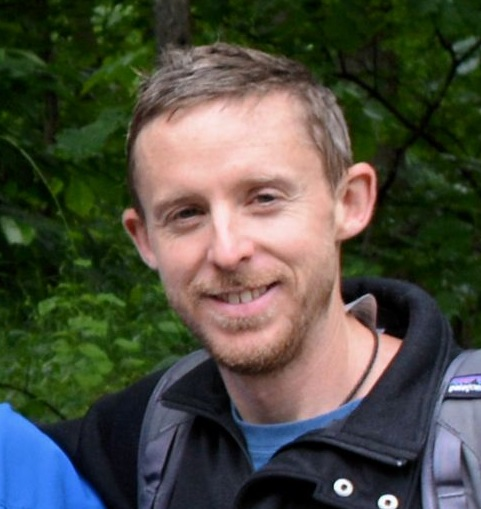
Tommy Caldwell (2015)

Tommy Caldwell (* 11. August 1978 in Estes Park, Colorado) ist ein US-amerikanischer Sportkletterer. Er ist vor allem durch seine Leistungen im Bigwall-Klettern, speziell im Yosemite-Nationalpark, bekannt geworden.

## Leben
Caldwell wurde schon mit sechs Jahren von seinem Vater zu Klettertouren mitgenommen.  Während eines Kirgisistan-Aufenthaltes im August 2000 wurden Tommy Caldwell, Beth Rodden, Jason Smith und der Fotograf John Dickey von der Islamischen Turkestan-Partei entführt. Nach sechs Tagen in Gefangenschaft konnten sie sich jedoch befreien. Caldwell stürzte den verbliebenen Bewacher der Entführergruppe über eine Klippe. Lange dachte er, dass dieser tot wäre, was ihn in Gewissenskonflikte stürzte und eine Weile aus der Bahn warf. Er zog sich ein Jahr zurück, bis er erfuhr, dass der Entführer überlebt hatte. Die Geschichte wurde im Jahr 2002 auch in Buchform unter dem Titel Over the Edge: The True Story of Four American Climbers’ Kidnap and Escape in the Mountains of Central Asia von Greg Child veröffentlicht.
Am 29. November 2001 verlor er bei einem Unfall mit einer Tischsäge seinen linken Zeigefinger, was ihn jedoch nicht daran hinderte, seine Kletterkarriere fortzusetzen. Durch intensives Training gelang es ihm bereits ein halbes Jahr später wieder im Yosemite-Tal zu klettern.
Caldwell war von 2003 bis 2010 mit der Sportkletterin Beth Rodden verheiratet. 2012 heiratete er die Fotografin Rebecca Pietsch, mit der er einen Sohn und eine Tochter hat.

## Klettern
Am 14. Oktober 2005 waren Tommy Caldwell und Beth Rodden die dritten und vierten – nach Lynn Hill (1993) und Scott Burke (1998) –, denen die freie Begehung der berühmten Route The Nose am El Capitan im Yosemite Valley gelang. Zwei Tage später, am 16. Oktober 2005, kletterte Caldwell die Route in weniger als 12 Stunden.
Vom 27. Dezember 2014 bis zum 14. Januar 2015 gelang Tommy Caldwell zusammen mit Kevin Jorgeson die Erstdurchkletterung der Route Dawn Wall am El Capitan im freien Stil. Die Dawn Wall umfasst auf 1000 m (32 Seillängen) eine Vielzahl extrem schwieriger Passagen. Caldwell fasste die Durchkletterung 2007 ins Auge und 2009 kam Kevin Jorgensen dazu. Sechs Jahre lang kamen sie jeweils für einige Monate ins Yosemite-Tal, um die Durchsteigung vorzubereiten, bis sie Lösungen ausgetüftelt hatten und jeden kleinen Tritt und Griff durchchoreographiert hatten. Die Durchsteigung fand wegen der besseren Griffigkeit im Winter und häufig nachts statt. Caldwell stieg bei einer schwierigen Traverse in der 15. Seillänge vor und wartete tagelang auf Jorgensen, der Probleme hatte, die Stelle zu überwinden. Caldwell und Jorgensen fanden mit der Durchsteigung große öffentliche Aufmerksamkeit. Caldwell schrieb seine Autobiographie und durchstieg die Wand noch einmal für einen Film (Durch die Wand, 2018).
Im Sommer 2023 fuhr er mit Alex Honnold für eine Dokumentation von National Geographic mit dem Fahrrad von Colorado bis nach Alaska. Als Abschluss ihrer Reise durchstiegen sie eine Traverse in den Alaska Boundary Ranges, die sie von den Zwillingsgipfeln Witch’s Towers über die Cat’s Ears Spires zum Devil’s Thumb (Taalkhunaxhkʼu Shaa) führte. Dafür benötigten sie weniger als 24 Stunden, womit sie den bisherigen Rekord von drei Tagen deutlich unterboten.
 Kletterrouten 
- 2003: West Buttress, 5.13c, El Capitan, Yosemite-Nationalpark, Kalifornien, USA
- 2004: Dihedral Wall, 5.14a, El Capitan, Yosemite-Nationalpark, Kalifornien, USA
- 2005: The Nose, 5.13b, El Capitan, Yosemite-Nationalpark, Kalifornien, USA (mit Beth Rodden); 14. Oktober 2005
- 2008: Magic Mushroom, 5.14a, El Capitan, Yosemite-Nationalpark, Kalifornien, USA (mit Justen Sjong); 12.–17. Mai, 2008
- 2012: Yosemite Triple Crown – Mount Watkins, El Capitan, und Half Dome im Yosemite-Nationalpark in 21 Stunden und 15 Minuten. Erste freie Begehung (mit Alex Honnold).
- 2014: The Fitz Traverse - 5000 m, 4000 Hm, 7a - gemeinsam mit Alex Honnold, Überschreitung des Fitz-Roy-Massivs von Nord nach Süd.[8] Für diese Leistungen wurden Honnold und Caldwell 2015 mit dem Piolet d’Or ausgezeichnet.[9]
- 2015: Dawn Wall, 5.14d, El Capitan, Yosemite-Nationalpark, Kalifornien, USA (mit Kevin Jorgeson); 27. Dezember 2014 bis zum 14. Januar 2015
- 2018: Speedrekord an The Nose, El Capitan, in 1:58 h mit Alex Honnold
- 2023: Traverse um den Devil’s Thumb (Taalkhunaxhkʼu Shaa) in Alaska mit Alex Honnold in der Rekordzeit von weniger als 24 Stunden.[6]

## Filmografie
- Progression, 2009 (Big Up Productions)
- The Dawn Wall (Durch die Wand), 2018

## Bücher
- Tommy Caldwell: The Push: A Climber’s Journey of Endurance, Risk, and Going Beyond Limits (Autobiographie), Viking, 2017